# Burgondio de Pise
Burgondio de Pise (né v. 1100 - mort le 30 octobre 1193) est un juriste et traducteur italien du XIIe siècle.

## Biographie
Burgondio de Pise est né vers 1100.
Il est cité dans plusieurs documents juridiques, comme avocat puis comme juge. De 1152 à 1159, on lui donne le titre de « iudex sacri Lateranensis palacii » ou « iudex apostolice sedis ». Après le schisme de 1159, il est appelé simplement « iudex ».
En 1155 et en 1164, il est l'un des « iudices publici » de la ville de Pise. De 1168 à 1171, il séjourne à Constantinople, envoyé comme membre d'une délégation pisane auprès de  Manuel Ier Comnène. Burgundio de Pise assiste au concile de Latran III en 1179. Il enseigne également à Paris.
Son nom est mentionné, avec celui de Jacques de Venise et de Moïse de Bergame, parmi les hommes réputés pour leur connaissance du grec et du latin présents au débat public qui eut lieu dans la capitale byzantine entre Anselme de Havelberg et Nicétas de Nicomédie, en avril 1136. 
Il mène une activité de traducteur depuis le grec, et traduit notamment les Pandectes, et De complexionibus de Galien. Il traduit également vers 1150-1175 le Traité de la génération et l’Éthique à Nicomaque d'Aristote. Il est aussi le traducteur de plusieurs commentaires scripturaires de saint Jean Chrysostome, de l'Exposition de la Foi orthodoxe de saint Jean Damascène et du traité de Némésius d'Emèse sur la Nature de l'homme. Il est ainsi un agent de la redécouverte de la patristique grecque en Occident, dont bénéficiera en particulier saint Thomas d'Aquin.
Il meurt à un âge avancé le 30 octobre 1193.